# Shahin Najafi

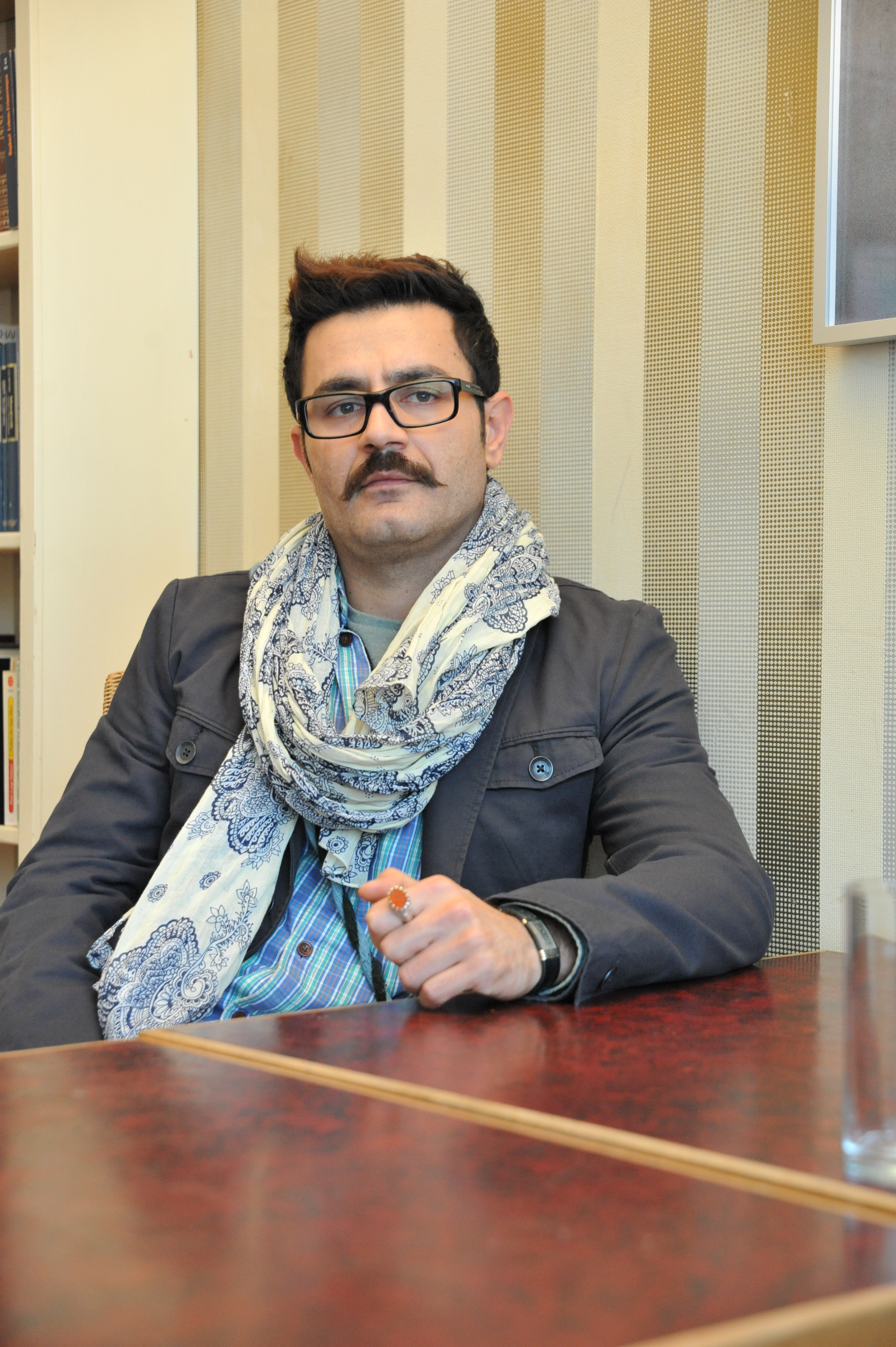
Shahin Najafi, 2013

Shahin Najafi (persisch شاهین نجفی Schahin Nadschafi, DMG Šāhīn Naǧafī; * 10. September 1980 in Bandar-e Anzali, Iran) ist ein iranischer Sänger, Songwriter, Rapper und Gitarrist mit Wohnsitz in Deutschland.

## Leben
Najafi wurde 1980 in Bandar-e Anzali in der iranischen Provinz Gilan geboren. Er sagt von sich, als Jugendlicher fromm gewesen und regelmäßig in die Moschee gegangen zu sein; heute habe er aber mit „Religionen [...] nichts mehr zu tun, sie wollen einen kontrollieren“. Er studierte Soziologie an der Universität, erhielt jedoch keinen Abschluss. Während er zunächst als Dichter im Iran arbeitete, nahm er nebenher auch Unterricht in klassischer und Flamenco-Gitarre. Er begann auch eine Zusammenarbeit mit verschiedenen Underground-Musik-Gruppen im Iran. Nachdem er wegen eines Songtextes zu drei Jahren Gefängnis und 100 Peitschenhieben verurteilt worden war, weil er sich geweigert hatte, seine politischen Botschaften aus seiner Musik zu entfernen, emigrierte  er 2005 nach Deutschland. Hier trat er mit der Gruppe Tapesh 2012 auf. Er verließ die Gruppe zu Beginn des Jahres 2009.
Der Song „The Power Of Students in Iran“ behandelt die Schikanierung von protestierenden Studenten, während man „We are not Men“ als Beitrag zur Unterstützung der Frauenrechtsbewegung, speziell der Kampagne „eine Million Unterschriften“ im Iran sehen kann.
Am 7. Mai 2012 veröffentlichten Najafi und Majid Kazemi das Lied Naghi, das zahlreiche Verweise auf den zehnten Imam ʿAlī al-Hādī an-Naqī enthält. Inspirationen dazu erhielt er möglicherweise durch die seit 11. Mai 2011 bestehende satirische Facebook-Gruppe „Kampagne zur Erinnerung der Schiiten an Imam Naghi“. Das Lied fleht Imam Naghi an „zurückzukehren“ und spricht eine breite Palette iranischer sozialer, politischer und ökonomischer Übel an, darunter die ökonomischen Sanktionen, Korruption, politische Unterdrückung, Schönheits- und Sexwahn sowie die Ohnmacht der Intelligenz und Opposition im Ausland. Das Cover zeigt eine einer Kuppel (und damit einem islamischen Heiligengrab) ähnelnde weibliche Brust mit einer Regenbogenfahne der Lesben- und Schwulenbewegung auf der Spitze der Brustwarze, welche von Greifvögeln umflogen wird. Durch das Lied wurde die Bekanntheit der Facebook-Gruppe stark gesteigert. Ende Mai wurde als Druckmittel der Vater eines in Holland studierenden Iraners verhaftet, in der fälschlichen Annahme der Student kenne die Betreiber der Gruppe, da er dort viel gepostet hatte.

## Todes-Fatwa
Nach einem Bericht der iranischen Nachrichtenagentur Fars vom 9. Mai 2012 erkennt Großajatollah Scheich Lotfollah Safi Golpayegani (* 1919) in dem Lied Blasphemie und eine Beleidigung des zehnten Imam und erließ eine Todes-Fatwa gegen Najafi. Es existiert auch eine Internet-Kampagne dazu. Dem persischsprachigen Dienst der BBC zufolge wurde die Fatwa allerdings bereits zwei Wochen vor der Veröffentlichung des Songs erlassen, ohne Shahin Najafi namentlich zu nennen.
Auch Najafi selbst sagte im Interview der taz, dass dieser Mordaufruf eigentlich „undatiert“ und gar nicht gegen ihn persönlich gerichtet war. Mittlerweile hätten es „Gruppen aus dem Umfeld des Regimes“ aber dahingehend konkretisiert, dass sogar ein Kopfgeld auf ihn ausgesetzt worden sei. Gegen die Etikettierung als „iranischer Eminem“ in deutschen Medien verwahrt sich der Musiker. Er sei zwar auch mit Rappern aufgetreten, aber musikalisch nicht auf dieses Musikgenre festgelegt. Als Satiriker mit Lust an der Provokation gegen Gedankenunfreiheit sieht er sich als „Gesellschaftskritiker“ des Iran, der aber keiner politischen Gruppe angehört.
Der Islamwissenschaftler Mathias Rohe nannte seine Lage bedrohlich. Weder sei eine formelle Fatwa nötig, um Fanatiker zu mobilisieren, noch habe eine formelle Fatwa automatisch ein höheres Gewicht: „Bindungswirkung haben Fatwas nicht; sie leben allein von der Autorität des Gutachters.“ Nach Angaben der Zeit befinde sich der untergetauchte Künstler in Obhut von Günter Wallraff. Dieser rief zur Solidarität auf: Shahin sei nicht so berühmt wie Salman Rushdie, der seit 1989 in einer Fatwa mit dem Tod bedroht wird. „Ich habe damals Rushdie bei mir aufgenommen. Ich wünsche mir jetzt, dass wir eine breite Solidarität mit Shahin organisieren können. Ich rufe die Künstler und Musiker dieses Landes auf, ihm zu helfen.“
Am 15. Juni 2012 haben über 50 Künstler und Schriftsteller einen von dem Kölner Komponisten Manos Tsangaris und der Berliner Akademie der Künstler initiierten Solidaritätsaufruf für Shahin Najafi veröffentlicht, darunter Günter Wallraff, Klaus Staeck, Uwe Timm, Elfriede Jelinek, Navid Kermani, Günter Grass, Doris Dörrie, Jan Josef Liefers, Nike Wagner, Andreas Dresen, Hans W. Geißendörfer, Johano Strasser sowie die Sänger Udo Lindenberg, Hannes Wader, Konstantin Wecker, Marius Müller-Westernhagen und Campino.
2017 entstand über das Leben Najafis unter dem Druck der Fatwa der Dokumentarfilm Wenn Gott schläft des deutsch-amerikanischen Regisseurs Till Schauder. Der anderthalbstündige Film feierte auf dem Tribeca Film Festival 2018 seine Premiere.

## Diskografie

### Mit Tapesh
- 2012: Ma mard nistim (Wir sind keine Männer)

### Solo-Alben
- 2010: Illusion (Pamas verlag)
- 2010: Sale Khoon (Blutjahr)
- 2012: Hich, Hich, Hich (Nichts Nichts Nichts)
- 2013: Tramadol
- 2015: Sade
- 2017: Radikal
- 2017: Meta Phrygian
- 2019: Jens Sevom
- 2019: The Sacred and the Violence[15]
- 2022: Sigma

### EPs
- 2014: 1414

### Singles (Auswahl)
- 2012: Istadeh Mordan
- 2012: Ranandegi dar Masti
- 2012: Nagoftamat Naro
- 2013: Ingooneh
- 2016: Ay Leili
- 2016: Fou
- 2017: Dahani Jerideh Az Faryad
- 2020: Akharin Booseh (mit Babak Amini)
- 2021: Iran (mit Golrokh Aminian)
- 2022: 209